# Нелистон (Њујорк)
Нелистон (енгл. Nelliston) град је у америчкој савезној држави Њујорк.

## Демографија
По попису из 2010. године број становника је 596, што је 26 (-4,2%) становника мање него 2000. године.
| Група             | 2000.       | 2010.       |
| Белци             | 604 (97,1%) | 569 (95,5%) |
| Афроамериканци    | 0 (0,0%)    | 0 (0,0%)    |
| Азијати           | 1 (0,2%)    | 1 (0,2%)    |
| Хиспаноамериканци | 4 (0,6%)    | 13 (2,2%)   |
| Укупно            | 622         | 596         |